# Coniopteryx laticaudata
Coniopteryx laticaudata är en insektsart som beskrevs av György Sziráki 1994. Coniopteryx laticaudata ingår i släktet Coniopteryx och familjen vaxsländor. Inga underarter finns listade i Catalogue of Life.